# Gotoku-neko

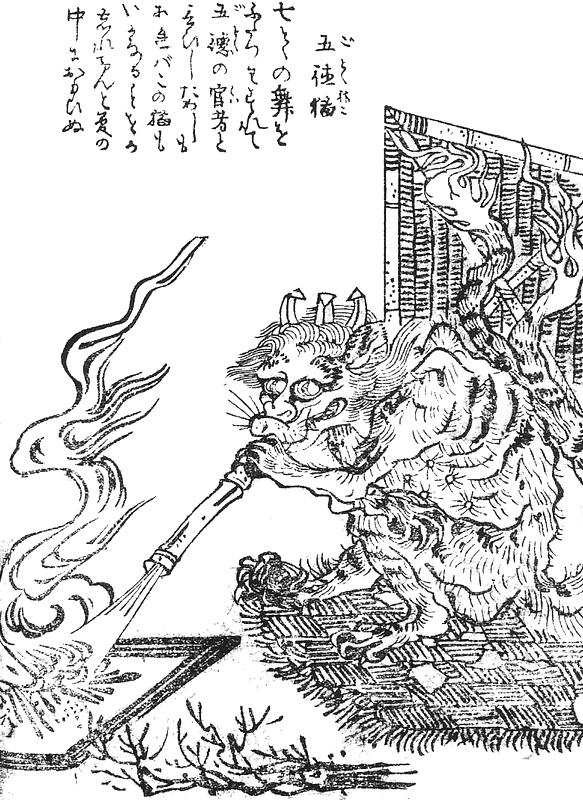
Eine Gotoku-neko, wie sie in Sekiens Gazu Hyakki Tsurezure Bukuro von 1784 erscheint.

Die Gotoku-neko (五徳猫; „Räuchernapf-Katze“), auch als Aka-neko (赤猫; „Rote Katze“) bekannt, ist ein fiktives Wesen der japanischen Folklore aus der Gruppe der Yōkai, speziell der Nekomata. Sie soll einen zweiseitigen Charakter aufweisen und entweder Glück oder Unglück bringen.

## Beschreibung
Die Gotoku-neko wird als ungewöhnlich große, hagere und krummbeinige Katze mit zwei Schweifen und fuchsrotem Fell beschrieben, die einen kleinen, dreifüßigen Feuernapf wie einen Helm auf dem Kopf trägt. Sie soll in der Nähe von Kaminen, Öfen und/oder Feuerstellen kauern. Eine Gotoku-neko soll dann entstehen können, wenn eine Katze außergewöhnlich alt (älter als 16 Jahre) wird. Wurde sie zeitlebens mit Liebe und Respekt behandelt, bewacht sie das Feuer und facht es hin und wieder an, damit es im Heim warm und behaglich bleibt. Wurde sie hingegen vernachlässigt oder gar schlecht behandelt, nimmt sie heimtückische und boshafte Züge an. Mit einem magischen Blasrohr namens Hifukidake (火吹き竹; „Feuerwind-Bambus“) pustet sie in einem unbeobachteten Moment so feste ins Feuer, dass sprichwörtlich Funken und Glut umherfliegen und schließlich das gesamte Haus abbrennt.

## Hintergründe
In Japan ist ein gōtoku für gewöhnlich ein gusseiserner, selten irdener Feuernapf oder Untersetzer mit drei oder vier haken- oder tierfußförmigen Standfüßen. Das Wort bezeichnet aber auch, speziell im Shintō-Glauben, fünf bestimmte Tugenden, die fromme Mönche und Mikos gelehrt werden.
Die Gotoku-neko ist unter anderem in dem berühmten Emakimono Gazu Hyakki Tsuretsure Bukuro (画図百鬼徒然袋; 100 Geister im Handgepäck) des Kyōka-Poeten und Ukiyo-e-Künstlers Toriyama Sekien aus dem Jahr 1784 zu sehen. Sekien erlaubt sich mit Zeichnung und Namen des Wesens ein pfiffiges Wortspiel: Als Aka-neko bezeichnete man in Japan Brandstifter und Feuerteufel, auf vorsätzliche Brandstiftung stand bis ins frühe 20. Jahrhundert die Todesstrafe. Sekiens Seitenhieb auf die „fünf Tugenden“ geht auf die Sage um einen vergesslichen Mönch zurück, der ursprünglich sieben Tugenden erlangen und lehren wollte, zwei von ihnen aber wieder vergaß. Die abgebildete Gotoku-neko stellt tatsächlich eine Karikatur des vergesslichen und nun sinnierenden Mönches dar. Einem Menschen oder Tier einen umgestülpten Feuer- oder Räuchernapf aufs Haupt zu setzen, galt (und gilt) in Japan als eine Form der Demütigung und Verächtlichmachung und soll einen Fluch beschwören.